# Itai Ron i Hadar
Itai Ron i Hadar (Israel, 1961) (en hebreu איתי רון) és poeta i traductor israelià. Graduat per la Universitat de Tel-Aviv amb la titulació d'Art del Teatre el 1990, amb un màster en biblioteconomia i documentació (1994) de la Universitat de Bar-Ilan. Al passat, es dedicava al periodisme, a la crítica literària i desenvolupava feines radiofòniques. L'afany de perfeccionar-se i especialitzar-se en la llengua catalana el van portar a Barcelona, on viu en l'actualitat i exerceix de traductor, sobretot, del català i del castellà a l'hebreu. Com a traductor del català a l'hebreu s'ha especialitzat en la traducció de narrativa i poesia. Ha traduït a l'hebreu novel·les dels escriptors Sebastià Alzamora, Lluís-Anton Baulenas, Carme Riera, Mercè Rodoreda, Montserrat Roig i Albert Sánchez Piñol. Així mateix ha traduït a l'hebreu alguns contes literaris de Pere Calders, Jesús Moncada, Quim Monzó, Carme Riera i Mercè Rodoreda. També cal destacar la traducció a l'hebreu de poemes de Montserrat Abelló, de la qual ha editat una antologia de la seva poesia, Josefa Contijoch, Carles Duarte, Manuel Forcano, Feliu Formosa, Oriol Izquierdo, Jordi Pàmias, Francesc Parcerisas, Marta Pessarrodona i Carles Torner. Tot i que s'ha especialitzat en la traducció del català a l'hebreu, ha traduït també del castellà a l'hebreu algunes novel·les de Carmen Laforet, Juan José Millás, Senel Paz i Enrique Vila-Matas.
El febrer de 2016 es va publicar una traducció que ha fet de l'obra de l'autor israelià Aharon Appelfeld, Adam i Thomas destinada al públic infantil i juvenil.